# La Châtaigneraie
La Châtaigneraie település Franciaországban, Vendée megyében. Lakosainak száma 2590 fő (2022. január 1.). La Châtaigneraie Antigny, Loge-Fougereuse, Saint-Maurice-le-Girard és Terval községekkel határos.

## Népesség
A település népességének változása:
| Lakosok száma | 2606 | 2536 | 2575 | 2544 | 2565 | 2586 | 2601 | 2596 | 2590 |
|               | 2013 | 2015 | 2016 | 2017 | 2018 | 2019 | 2020 | 2021 | 2022 |